# 亚马孙林豪猪
亚马孙林豪猪（学名：Echinoprocta rufescens）是啮齿目美洲豪猪科的一种，分布于哥伦比亚海拔800～2000米海拔的山区，在厄瓜多尔也有少量分布。